# 易心莹
易心莹（1896年9月26日—1976年），道号易理，字心莹，男，四川遂宁人，中国道教学者。

## 生平
1905年（光绪三十一年），易心莹开始进入私塾念书，因为自幼身体孱弱多病，他便萌生了学习道家养生的想法。
1913年，17岁的易心莹来到了青城山天师洞，恳求出家为道，但是没有获得同意，只留下干杂活，一段时间后，他去了成都青羊宫二仙庵。
1916年，天师洞道士魏至龄来青羊宫，易心莹成为了全真教龙门派碧洞宗第二十二代传人。
1913年到1942年，他一边读遍群书，一边游历天下，走遍了巴山蜀水，并著述了《读老心解》、《老子通义》、《道家养身》、《道学课本》。
1942年3月18日，易心莹接任青城山住持彭椿仙道长的职务，一年后被内部排挤下台，于是他再次潜心从事道学理论研究。
1955年，易心莹重新担任青城山主持。
1957年，易心莹当选中国道教协会副会长。
1966年，文化大革命爆发，易心莹用“最高指示”或“革命口号”的标语贴在古文物上面，保护了大量的文物。
1976年春季，易心莹逝世于四川省青城山，葬于白云溪畔杜光庭读书台。

## 著作
- 《读老心解》
- 《老子通义》
- 《道家养身》
- 《道学课本》